# Мистецтво XX століття
Мистецтво ХХ століття — духовні надбання людства в літературі, образотворчому мистецтві, сценічному, декоративно-ужитковому мистецтві, музиці та архітектурі протягом ХХ століття.
  

## Історія
На розвиток мистецтва ХХ століття вплинула низка факторів:
- велика кількість соціальних потрясінь, революцій, світових воєн;
- індустріалізація, руйнування сільського устрою життя;
- загальна інституціоналізація;
- науковий прогрес.

ХХ століття почалося з модернізму в кінці ХІХ століття. Мистецтво почало рухатися після імпресіонізму ХІХ століття (Les Nabis), модерн та символізм призвели до перших мистецьких рухів ХХ століття у Франції та Die Brücke («Міст») у Німеччині. Фовізм у Парижі вніс підкреслений нерепрезентативний колір у образний живопис. Die Brücke прагнув до емоційного експресіонізму. Іншою німецькою групою був Der Blaue Reiter («Синій вершник»), очолюваний Кандинським у Мюнхені, який асоціював зображення синього вершника з духовним нефігуративним містичним мистецтвом майбутнього. Кандинський, Купка, Р. Делоне і Пікабія були піонерами абстрактного (або нерепрезентативного) мистецтва.
Кубізм, породжений Пікассо, Бреком, Метзінгером, Глізесом та іншими, відкинув пластичні норми епохи Відродження, ввівши в двовимірне зображення кілька перспектив. Футуризм увібрав зображення образу руху та машинного віку. Дадаїзм, з його найпомітнішими показниками — Марселеи Дюшаном, який взагалі відкинув традиційні стилі мистецтва, виставляючи знайдені предмети, зокрема пісуар, а також Франциск Пікабія з його портретами «Механічні портрети»
Паралельним рухам в Росії був супрематизм, де Казимир Малевич також створив нерепрезентативну роботу, зокрема чорне полотно. Група Jack of Diamonds («Джека з діамантів») разом з Михайлом Ларіоновим були експресіоністською за своєю суттю. Модернізм протиставив себе будь-якому різновиду традиційної культури.
У 50-х роках сформувався постмодернізм, який існував майже до кінця століття. Відбулось переосмислення традиційного способу життя, при якому не відкидались, а використовувались здобутки. У мистецтві започатковані загальні ознаки:
- еклектизм — змішування всіх існуючих форм, художніх манер, течій;
- багаторівневість, за якою під кожним елементом (зображенням) знаходиться інший — щоб його зрозуміти, портрібна ерудиція;
- толерантність — сприйняття шанобливо інших поглядів і смаків;
- театралізація — використання видовищ, створення пародії;
- колаж, цитування — повторення культурної спадщини минулого.

Для другої половини ХХ століття у мистецтві не існує ніяких правил. На перший план виходить не твір і не процес його створення, а вплив на людину, сприйняття. Доступність та вседозволеність надала безмежну свободу вибору.

## Періодизація
Розвиток мистецтва умовно поділяють на кілька періодів:
- Кінець ХІХ століття — 10-і роки ХХ століття — розвиток реалізму, зародження модернізму
- 20-50-і роки — еволюція модерністських течій
- 50-90-і роки — формування постмодернізму
- кінець ХХ століття — початок ХХІ століття — виникнення технізованого, вербального мистецтва

Жоден з існуючих в мистецтві 20 століття стилів не вичерпує собою всього його розвитку. Кожному з таких рядів розвитку властиві свої закономірності. Лише в сукупності і взаємодії всі вони утворюють історію мистецтва 20 століття.

## Основні риси
Важливою рисою культури ХХ століття є її інтегративність, тобто об'єднання окремих складових в єдине ціле. Відбувся перехід від монокультури до багатовимірної культури. Попередні періоди людського розвитку визначались домінуванням певного стилю в мистецтві, ХХ століття зупинило панування одного напряму. Мистецтво різко розпадається на течії, які відрізняються один від одного природою, складом і обсягом своїх ознак. Частина їх консолідується за ознаками певного способу художньої інтерпретації світу, частина об'єднується навколо тієї чи іншої соціальної або національної ідеї. Кожен з рухів у властивій йому формі дає свою відповідь на основоположне питання — ставлення художньої творчості до соціальної дійсності. При строкатості напрямів, течій визначають дві ліній в розвитку мистецтва ХХ століття: 1) сходження від романтизму до реалізму; 2) виникнення і розвиток модернізму.
Відбувалися зміни в традиційному підході до відбиття реальності. Збільшилось прагнення до узагальненості образу, зменшилась, а то й зникла деталізація, зріс інтерес до спрощень або перебільшень окремих деталей. Мистецтво вирізнялося крайньою складністю, суперечливістю, різноманіттям, прагненням до модифікації і трансформації традицій, протестом проти академізму і пошуком нових форм. Всередині самого мистецтва назріла криза, пов'язана, як зі складними взаєминами в мистецькому середовищі, так і з труднощами для розуміння інновацій широкою публікою, яка змогла відійти від звичних академічних ідеалів.